# Cataract Canyon (Antarktika)
Der Cataract Canyon (englisch) ist ein asymmetrischer, 500 m langer und bis zu 20 m tiefer Canyon an der Ingrid-Christensen-Küste des ostantarktischen Prinzessin-Elisabeth-Lands. Er liegt dort in den Vestfoldbergen.
Das Antarctic Names Committee of Australia benannte ihn 1983 nach den Katarakten, über die der Canyon Lake in diesen Canyon abfließt. 